# 福井 (小惑星)
福井（ふくい、6924 Fukui）は小惑星帯に位置する小惑星。北海道の北見観測所で、円舘金と渡辺和郎が発見した。
1981年にノーベル化学賞を受賞した日本の化学者、福井謙一から命名された。